# Cuproproteína

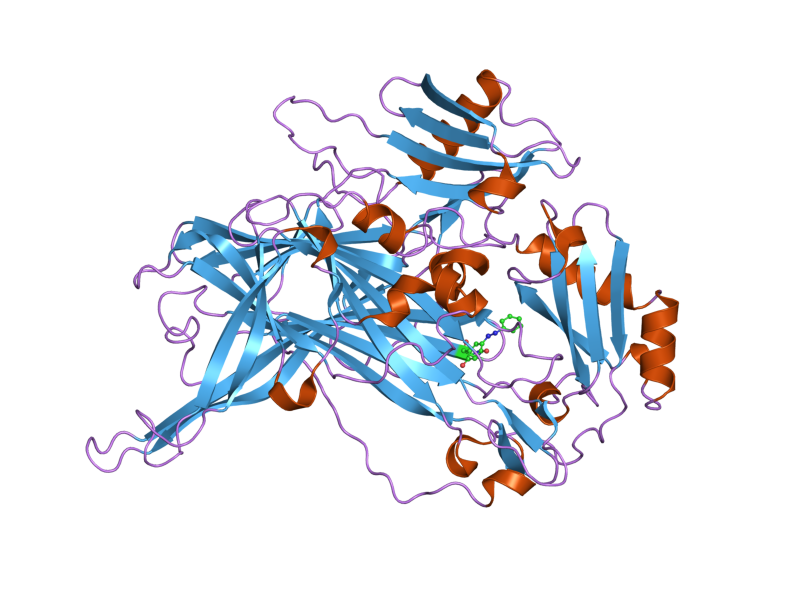
Dominio catalítico de la amino oxidasa que contiene cobre (número EC 1.4.2.21), esta enzima cataliza la oxidación de un amplio rango de aminas biogénicas, incluyendo neurotransmisores.

Las cuproproteínas son proteínas que contienen uno o más iones de cobre como grupo prostético. Son importantes enzimas en muchos seres vivos y, gracias a sus núcleos de cobre altamente reactivos desde el punto de vista redox, participan con frecuencia en procesos de óxido reducción, como así también en el transporte de oxígeno.

## Tipos de cuproproteínas
El centro metálico en las cuproproteínas puede ser clasificado en varios tipos diferentes:

### T1Cu
Los Centros de cobre tipo I (T1Cu) se caracterizan por poseer un único átomo de cobre coordinado por dos residuos de histidina y un residuo de cisteína en una estructura trigonal plana, con un ligando axial variable. En las proteínas de unión al cobre de la familia de la plastocianina (proteínas T1Cu de clase I) (p. Ej. amicianina, plastocianina y pseudoazurina) el ligando axial es el azufre de una metionina, mientras que si el ligando axial es otro diferente de la metionina (p. Ej. glutamina) da origen a la clase II de proteínas T1Cu. Las azurinas contienen la tercera clase de centros T1Cu: además de una metionina en una de las posiciones axiales, poseen un segundo ligando axial, un grupo carbonilo perteneciente a un residuo de glicina. Las proteínas que contienen un centro T1Cu, suelen ser llamadas "cupredoxinas", y muestran estructuras tridimensionales similares, potenciales de reducción relativamente altos (>250 mV), y un fuerte pico de absorción óptica cercano a los 600 nm (debido a la transferencia de carga S→Cu), lo que usualmente les otorga un color azul. Las cupredoxinas, son, por lo tanto, llamadas comúnmente "proteínas azules con cobre". Esto puede llevar a malentendidos, ya que algunos centros T1Cu también absorben en torno a los 460 nm, y son, por lo tanto; de color verde. Al ser estudiados por espectroscopia REE, los centros T1Cu muestran pequeñas transiciones hiperfinas en la región paralela del espectro (comparadas con los compuestos de coordinación más habituales del cobre).

### T2Cu
Los centros de cobre de tipo II (T2Cu) exhiben una estructura de coordinación cuadrada plana donde participan ligandos N o N / O. Estos centros exhiben un espectro de REE con transiciones hiperfinas en la región paralela similar a las que se observan en los compuestos de coordinación del cobre más regulares. Ya que no se encuentran presentes átomos de azufre como ligandos, el espectro óptico de estos centros carece de características distintivas. Los centros T2Cu aparecen en muchas enzimas, donde asisten a procesos de oxidación u oxigenación.

### T3Cu
Los centros de cobre de tipo III (T3Cu) consisten en un par de centros de cobre, cada uno de los cuales se encuentra coordinado por tres residuos de histidina. Estas proteínas no exhiben espectro REE, debido al fuerte apareamiento antiferromagnético (apareamiento de espín) entre dos iones metálicos S = 1/2 debido a su solapamiento covalente por medio de un ligando puente. Estos centros se encuentran presentes en algunas oxidasas, y proteínas de transporte de oxígeno (p. Ej. hemocianina y tirosinasa).

### CuA
Los Centros de cobre A (CuA) binucleares, se encuentran en la citocromo c oxidasa y en la óxido nitroso reductasa (número EC 1.7.99.6). Los dos átomos de cobre se encuentran coordinados por dos histidinas, una metionina, un oxígeno de grupo carbonilo perteneciente al esqueleto de la proteína, y dos residuos puente de cisteína.

### CuB
Los Centros de cobre B (CuB) se encuentran en la citocromo c oxidasa. El átomo de cobre se encuentra coordinado por tres histidinas en una geometría piramidal trigonal.

### CuC
Los Centros de cobre Z (CuZ) tetranucleares se encuentran en la óxido nitroso reductasa. Los cuatro átomos de cobre se encuentran coordinados por siete residuos de histidinas y puenteados por un átomo de azufre.